# Super sensybilizacja
Supersensybilizacja – uczulenie materiału fotograficznego przy pomocy dwóch sensybilizatorów (barwniki). Charakteryzuje się nieproporcjonalnym do stężeń obu barwników wzrostem uczulenia i powstaniem nowych maksimów uczulenia. 